# Сокский
Со́кский — посёлок в Исаклинском районе Самарской области. Административно подчиняется сельскому поселению Старое Вечканово.

## География
Неподалёку от посёлка протекают реки Сок и Каргалинка. Расположен в семи километрах[уточнить] от федеральной трассы М5-«Урал».

## История
В 1973 г. Указом Президиума ВС РСФСР поселок фермы  №1 совхоза   «Рассвет» переименован в Сокский.

## Население
| 2010 |
| ---- |
| 712  |

Национальный состав
Большинство жителей по национальности — мордва (эрзя).

## Экономика
Бывший совхоз «Рассвет» мясо-молочного производства.
В 2006 году в посёлке был зарегистрирован сельскохозяйственный производственный кооператив «Сокский», который занимался растениеводством и животноводством, но уже в 2010 году кооператив был признан банкротом и в 2012 году его имущество было продано с торгов.

## Инфраструктура
Почтовое отделение
Сокская средняя общеобразовательная школа
В посёлке расположен реабилитационный центр для детей и подростков с ограниченными возможностями «Детство».
В посёлке несколько улиц: Центральная, Набережная, Школьная, Садовая, Новосадовая, Молодёжная.
Сокский сельский Дом культуры: ул. Центральная, дом 26